# Nada Ashraf Gabala
Nada Ashraf Gabala (19 de junio de 1986) es una deportista egipcia que compitió en judo. Ganó una medalla de plata en el Campeonato Africano de Judo de 2006 en la categoría de –78 kg.

## Palmarés internacional
| Campeonato Africano | Campeonato Africano     | Campeonato Africano | Campeonato Africano |
| Año                 | Lugar                   | Medalla             | Categoría           |
| ------------------- | ----------------------- | ------------------- | ------------------- |
| 2006                | Puerto Louis (Mauricio) | Medalla de plata    | –78 kg              |